# Облик гласа (манга)
Облик гласа (јап. 聲の形, Koe no Katachi) је манга коју је написала и илустровала Јошитоки Оима. Оригинално је објављена у виду једнократне приче у Коданшиној манга ревији Bessatsu Shōnen Magazine, па се од 2013. до 2014. године серијализовала у њиховом часопису Weekly Shōnen Magazine. Поглавља су сакупљена у седам танкобона.
Издавачка кућа Чаробна књига превела је мангу на српски језик 2022−2023. године.

## Радња
Шоја Ишида је у шестом разреду малтретирао глуву девојчицу звану Шоко Нишимија. Директор школе је казнио Шоју, и сви његови пријатељи и учитељи су се окренули против њега. То изопштење га је пратило и у средњу школу, због чега је Шоја размишљао о суициду. Желећи да се искупи за своја недела, он одлази да се извини Шоко која је још увек веома стидљива. Видевши да обоје пате због њега, Шоја одлучује да поправи све везе које је покидао.

## Франшиза

### Манга
Мангу Облик гласа написала је и илустровала Јошитоки Оима. Испрва је била једнократна прича објављена 2011. године у фебруарском издању Коданшине манга ревије Bessatsu Shōnen Magazine. Серијализација манге почела је 7. августа 2013. године у 36-37. издању ревије Weekly Shōnen Magazine, а завршена у 51. издању 19. новембра 2014. године, са укупно седам танкобона. Први том изашао је 15. новембра 2013.,  а последњи 17. децембра 2014. године.
У Србији, издавачка кућа Чаробна књига је 18. октобра 2022. године најавила да ће преводити мангу на српски језик. Први том изашао је 2. новембра 2022., а последњи 3. маја 2023. године.

#### Списак томова
| - 1. „Шоја Ишида” (石田将也 ) - Додатно поглавље: „Пре 7 месеци” (番外編 7か月前 Bangai-hen 7-kagetsu Mae) - 2. „Неизбежне ствари” (仕方の無いこと ) - 3. „Ха-ха-ха-ха-ха!” (ははははは ) - 4. „Проклета Нишимија” (クソったれ西宮 ) - 5. „Одбачен” (拒絶人間 ) |

| - 6. „Зашто?” (どうして ) - 7. „Иако сам већ одустала” (諦めたけど ) - 8. „Пријатељи?” (友達って ) - 9. „Право да те видим” (会う資格 ) - 10. „Баш ми је драго” (よかったよかった ) - 11. „Тај израз лица” (そんな顔 ) - 12. „Старија сестра” (姉ちゃん ) - 13. „Побуна” (あがき ) - 14. „Јузуру Нишимија” (西宮結絃 ) |

| - 15. „Ствар која ме је усрећила” (嬉しいこと ) - 16. „Украдена ствар” (奪ったもの ) - 17. „Значајно постојање” (意味のある存在 ) - 18. „Уопште ме не занима” (全然興味ない ) - 19. „Осећања мачке” (猫の気持ち ) - 20. „Разлог” (理由 ) - 21. „Правимо се да смо пријатељи” (友達ごっこ -) - 22. „Желим да знам” (知りたい ) - 23. „Месец” (月 ) |

| - 24. „Промена” (変化 ) - 25. „Умишљам” (気のせい ) - 26. „Као пресликани” (似たもの同士 ) - 27. „Мрзим те” (嫌い ) - 28. „Одговор” (返信 ) - 29. „Бака” (ばーちゃん ) - 30. „Подршка” (支え ) - 31. „Писмо” (手紙 ) - 32. „Сируп од гуме” (ガムシロ ) - Додатнo поглавље: „Сестре” (番外編 姉妹 -) |

| - 33. „Велики пријатељ „Н”” (ビッグフレンド"N" "") - 34. „Не желим да идем” (行きたくない ) - 35. „Невероватан” (立派な ) - 36. „Оно што сам желео” (欲しかったもの ) - 37. „Заувек овако” (このままずっと ) - 38. „Једном кад посумњаш...” (疑心暗鬼 ) - 39. „На крају смо ипак странци” (所詮 他人 ) - 40. „Правимо се да смо на састанку” (デートごっこ -) - 41. „Сви” (みんな ) - 42. „Ватромет” (花火 ) |

| - 43. „Тест храбрости” (度胸試し ) - 44. „Штеточина” (害悪 ) - 45. „Све је било узалуд?” (無駄だった ) - 46. „Томохиро Нагацука” (永束友宏 ) - 47. „Сахара Мијоко” (佐原みよこ ) - 48. „Мики Каваи” (川井みき ) - 49. „Сатоши Машиба” (真柴 智 ) - 50. „Уено Наока” (植野直花 ) - 51. „Шоко Нишимија” (西宮硝子 ) - 52. „Тишина” (静寂 ) |

| - 53. „Ка мосту” (橋へ ) - 54. „Ка теби” (君へ ) - 55. „Повратак кући” (帰宅 ) - 56. „Одлазак у школу” (登校 ) - 57. „Поново заједно” (さいかい ) - 58. „Резултат” (成果 ) - 59. „Планови за будућност” (進路 ) - 60. „Никоговић” (何者 ) - 61. „Матура” (卒業 ) - 62. „Облик гласа” (聲の形 ) |

### Филм
Вест о аниме адаптацији манге објављена је заједно са последњим поглављем. Потврђено је да се ради о филму када је објављен последњи танкобон. Октобра 2015. године откривено је да ће Кјото анимејшон радити на адаптацији. Режију филма вршила је Наоко Јамада, сценарио Реико Јошида, а карактер дизајн Футоши Нишија. Филм је премијерно приказан 17. септембра 2016. године у Јапану.

## Пријем
Први том манге је у првој недељи продао 31,714 примерака, и тиме заузео 19. место на Ориконовој листи. Други том је у истом временском периоду продат у 60,975 примерака. Закључно са мартом 2014. године, манга је продата у 700,000 примерака у Јапану. У Француској, закључно са 2016. годином, продата је у 216,000 примерака.
Једнократна верзија приче је 2008. године освојила награду у категорији за „Најбољу почетничку мангу“. Упркос томе, због озбиљне тематике, тек је 2011. године објављена у манга ревији Bessatsu Shounen Magazine,  где је освојила прво место. Такође због тематике, Јапанска федерација за глуве је морала да је прегледа и одобри.
Облик гласа је 2015. године био номинован за манга награду Таишо и Културолошку награду „Тезука Осаму” у категорији за „Најбољег новог уметника“. Априла 2016. године, номинована је за награду Ајзнер у категорији за „Најбоље америчко издање азијског штива“.

## Спољашњи извори
- Званични веб-сајт (језик: јапански)